# Pennapoda phasiana
Pennapoda phasiana är en tvåvingeart som först beskrevs av Townsend 1897.  Pennapoda phasiana ingår i släktet Pennapoda och familjen parasitflugor. Inga underarter finns listade i Catalogue of Life.